# Filmare principală

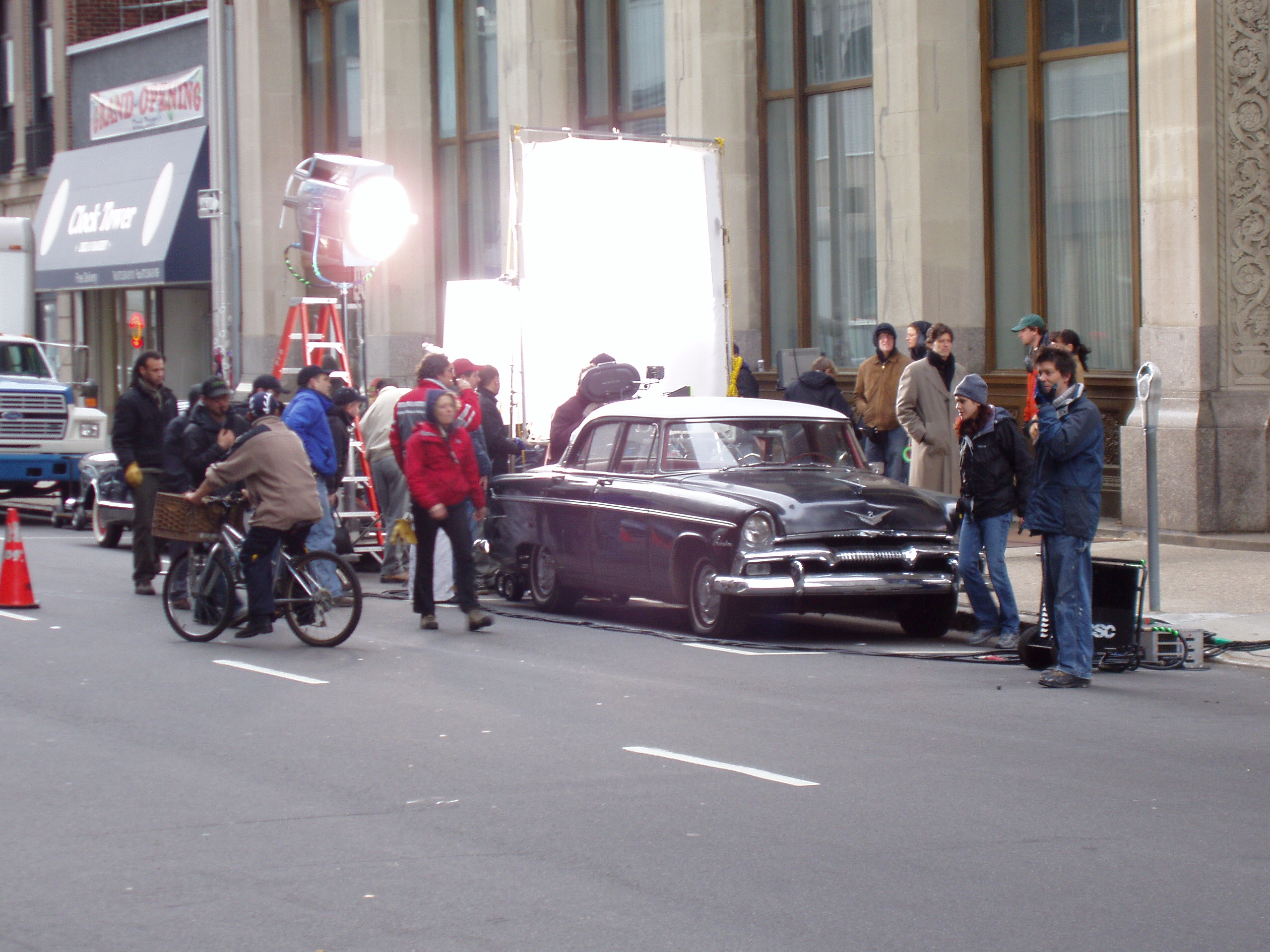
Producția unui film MTV în Newark, New Jersey.

Filmările principale reprezintă faza de producție a unui film sau a unei emisiuni de televiziune când are loc cea mai mare parte a filmărilor, spre deosebire de fazele de preproducție și postproducție.
Pe lângă personalul principal al filmului (distribuția și echipa de producție), cum ar fi actorii, regizorul, directorul de imagine sau inginerul de sunet și asistenții lor respectivi (asistentul de regizor, asistentul de cameră, primul asistent de sunet), directorul de producție are un rol decisiv în filmarea principală. El este responsabili pentru implementarea zilnică a filmării, gestionând fișa zilnică de serviciu, barierele de locație, transportul și serviciul de catering. Alte roluri tipice în timpul filmării includ supraveghetorul de scenariu pentru a înregistra modificările aduse scenariului și fotograful de platou care face imagini pentru publicitate și documentare.
În fiecare zi sunt pregătite mai multe rapoarte pentru a urmări progresul unei producții de film, inclusiv raportul zilnic de producție, raportul zilnic de progres și raportul de sunet.